# Дудаков, Савелий Юрьевич
Саве́лий Ю́рьевич Дудако́в (28 июля 1939, Ленинград, СССР — 17 октября 2017) — израильский филолог и историк, доктор философии (PhD) по истории 

.

## Биография
Пережил блокаду Ленинграда. Учился в одной 232-й школе Ленинграда (прежде Вторая Санкт-Петербургская гимназия) с Михаилом Голубовским, и дружил затем с ним до конца жизни.
Окончил филологический факультет Ленинградского государственного педагогического института им. А. И. Герцена. Вспоминал про свои молодые годы: "С ранней юности я твердо решил никогда не играть с Советской властью в поддавки. Посему никогда не был комсомольцем, а тем паче партийцем... С 18 лет кормил семью четырех человек, работая чернорабочим, грузчиком и тому подобных малопривлекательных профессиях… попутно работал шахматным тренером".
С 1960 года активный участник сионистского движения.
В 1971 году репатриировался в Израиль.
С 1976 года работал в Институте восточноевропейского еврейства при Иерусалимском университете.
В 1991 году получил степень доктора философии по истории, защитив в Иерусалимском университете диссертацию по теме «Антисемитская литература XX века в России и «Протоколы Сионских мудрецов».
Являлся мастером спорта по шахматам. Его спутницей жизни на протяжении 53-х лет была ленинградский педиатр Инна Иосифовна Дудакова (yрожд. Пайкина), жена.

## Награды
- Лауреат литературной премии им. Леи Гольдберг
- Лауреат премии по истории имени проф. Иосифа Клаузнера.

## Отзывы
Книга «История одного мифа» вызвала большой интерес в культурологической среде. Вышло около 20 рецензий в разных странах, в том числе таких известных учёных, как Леон Поляков и Сергей Аверинцев.
М. Д. Голубовский называл "пожалуй, главной книгой" Дудакова вышедшую в 2000 г. под эгидой Российского гуманитарного университета его вторую книгу "Парадоксы и причуды филосемитизма и антисемитизма в России».